# 용산중학교 (대구)
용산중학교(龍山中學校)는 대한민국 대구광역시 달서구 용산동에 있는 공립 중학교이다.

## 학교 연혁
- 1984년 12월 18일 : 죽전여자중학교 설립인가(30학급)
- 1984년 12월 24일 : 신축 본관 교실(12실) 관리실(1실) 화장실(3동) 숙직실(1실) 준공
- 1985년 3월 1일 : 초대 정인식 교장 부임
- 1985년 3월 5일 : 개교, 제1회 입학식 10학급 637명 입학
- 1988년 2월 12일 : 제1회 졸업식 (646명)
- 1998년 1월 14일 : 강당 준공
- 2002년 3월 1일 : 용산중학교 교명 변경(남녀공학)
- 2011년 11월 11일 : 신개념 다목적 운동장 준공
- 2012년 3월 1일 : 창의적체험활동 교육과정 정책 연구학교 운영(2012.3.1.~2014.2.28)
- 2020년 9월 1일 : 제15대 유지홍 교장 부임
- 2021년 2월 5일 : 제34회 졸업식(191명, 누계 13,403명)
- 2021년 3월 2일 : 입학식(175명)

정순혁 배출 학교

## 참고 자료
- 용산중학교 - 한국교육학술정보원 학교알리미